# Double Bay
Double Bay è un sobborgo costiero di Sydney in Australia.

## Geografia fisica
Il sobborgo si trova a circa 4 chilometri a est del CBD e si affaccia sulla baia di Sydney. Deve il suo nome al fatto che il tratto di costa su cui si affaccia, compreso tra i sobborghi di Point Piper a est e di Darling Point a ovest, è composto da due piccole baie separate da una piccola punta rocciosa.